# Diana Der Hovanessian
Diana Der Hovanessian (ur. 21 maja 1934 w Worcester, Massachusetts, zm. 1 marca, 2018) – armeńsko-amerykańska poetka i pisarka. 

## Życiorys
Urodziła się w Worcester, Massachusetts w armeńskiej rodzinie. Studiowała w Boston University, następnie kontynuowała naukę w Uniwersytecie Harvarda. Spora część jej twórczości poświęcona jest Armenii oraz armeńskiej diasporze, jest autorką około dwudziestu pięciu książek. Była profesorem literatury amerykańskiej w Państwowym Uniwersytecie w Erywaniu.

## Nagrody (wybór)
- Złoty medal Ministra Kultury Armenii
- Nagroda Mesrob Mashtots Translation  2003
- Medal Armenian National Library
- Nagroda Armenian Writers Union
- Nagroda The PEN-New England GOLDEN PEN
- Nagroda The National Writers Union
- Nagroda National Endowment for the Arts
- Medal św. Sahaga
- Nagroda od  American Scholar and Prairie Schooner
- Nagroda PEN/Columbia Translation Award
- Nagroda Anahida od the Columbia University Armenian Center
- The Barcelona Peace- wyróżnienie
- Armand Erpf translation - wyróżnienie
- Nagroda Boston University Distinguished Alumni
- Nagroda Mary Caroline Davies Poetry Society of America Lyric Poem
- Nagroda New England Poetry Club Gretchen Warren

## Twórczość (wybór)
- About Time, 1984
- Inside Green Eyes, Black Eyes, wybrane wiersze Diany Der-Hovanessian, 1986
- Songs of Bread, Songs of Salt,  1990
- The Burning Glass, 2002